# Copa Constitució 2004-2005
La Copa Constitució 2000-2001 è stata la 13ª edizione della Coppa di Andorra di calcio, disputato tra il 16 gennaio ed il 22 maggio 2005. Il FC Santa Coloma ha vinto il trofeo per la quinta volta.

## Primo turno
Gli incontri si disputarono il 16 gennaio 2005.
| Squadra 1                | Risultato | Squadra 2                 |
| ------------------------ | --------- | ------------------------- |
| UE Extremenya            | 0 - 3     | Casa Estrella del Benfica |
| Sporting Club d'Escaldes | 0 - 2     | Santa Coloma B            |
| FC Lusitanos B           | 0 - 3     | Deportivo La Massana      |
| UE Engordany             | 7 - 0     | Principat B               |

## Secondo turno
Gli incontri si disputarono il 20 febbraio 2005.
| Squadra 1                 | Risultato | Squadra 2               |
| ------------------------- | --------- | ----------------------- |
| Santa Coloma B            | 3 - 0     | Atlètic Club d'Escaldes |
| Casa Estrella del Benfica | 0 - 6     | FC Lusitanos            |
| UE Engordany              | 0 - 3     | Inter Club d'Escaldes   |
| Deportivo La Massana      | 0 - 2     | FC Encamp               |

## Quarti di finale
Gli incontri si disputarono il 27 marzo 2005.
| Squadra 1             | Risultato | Squadra 2       |
| --------------------- | --------- | --------------- |
| FC Lusitanos          | 1 - 7     | FC Santa Coloma |
| Inter Club d'Escaldes | 0 - 4     | FC Rànger's     |
| FC Encamp             | 0 - 4     | UE Sant Julià   |
| Santa Coloma B        | 0 - 1     | CE Principat    |

## Semifinale
Gli incontri si disputarono l'8 maggio 2005.
| Squadra 1       | Risultato | Squadra 2    |
| --------------- | --------- | ------------ |
| UE Sant Julià   | 6 - 5 dr  | FC Rànger's  |
| FC Santa Coloma | 1 - 0     | CE Principat |

## Finale
La finale si giocò il 22 maggio 2005.
| Aixovall 22 maggio 2005                                                            | UE Sant Julià | 1 – 2                          | FC Santa Coloma | Estadi Comunal d'Aixovall |
| \| \| \| \| \| Cristian Roig 90’ \| Marcatori \| 14’ Ayala 71’ Richard Imbernón \| |               |                                |                 |                           |
|                                                                                    |               |                                |                 |                           |
| Cristian Roig 90’                                                                  | Marcatori     | 14’ Ayala 71’ Richard Imbernón |                 |                           |